# استرداد إزمير
استرداد إزمير (بالتركية: İzmir'in Kurtuluşu تحرير إزمير)‏ هي المرحلة الأخيرة من الهجوم الكبير والمعركة الأخيرة في حرب الاستقلال التركية. بعد أن ألحق الجيش التركي خسائر فادحة بالجيش اليوناني في دوملوبونار يوم 30 أغسطس 1922، كانت القوات اليونانية في تراجع مستمر نحو إزمير مع استمرار تقدم الجيش التركي غربًا. وعشية وصول الأتراك غادرت القوات اليونانية المدينة، وفي 8 سبتمبر في تمام الساعة العاشرة صباحًا لم تعد الإدارة اليونانية موجودة في إزمير. في 9 سبتمبر 1922 دخل الجيش التركي إزمير من كمال باشا إلى الشرق.

## الخلفية
بعد قيام القوات اليونانية باحتلال إزمير في 15 مايو 1919 بدأت مرحلة مهمة في النضال الوطني في الأناضول. وفي ذاك الوقت، كانت هناك أشكال متعددة من الفكر والتنظيم ضد الاحتلال في الأناضول. غذى احتلال إزمير فكرة شعب الأناضول عن المقاومة والمعارضة. انتشرت مسيرات التنظيم والاحتجاج في جميع أنحاء الأناضول. فقد أصبحت إزمير أحد الرموز الرئيسة لحملة الأناضول، وتكررت المسيرات الاحتجاجية ضد احتلال إزمير في مختلف مدن وبلدات الأناضول كل عام في ذكرى الاحتلال؛ تم الاحتفاظ بالموضوع على جدول الأعمال. وتم اتخاذ خطوات مهمة في النضال الوطني في معارك إينونو الأولى وإينونو الثانية وأسلخانلار دوملوبونار ومعركة صقاريا.

## البداية
كان الهجوم الكبير الذي شنه الجيش التركي في 26 أغسطس 1922 هو المرحلة الأخيرة من حرب الاستقلال. فاكتمل الهجوم بعد خمسة أيام؛ ففي 30 أغسطس أصدر القائد العام للقوات المسلحة مصطفى كمال باشا بيانًا للجيوش: «أيتها الجيوش هدفك الأول هو البحر الأبيض المتوسط. فإلى الأمام!» أصدر أوامره ودخل أوشاك في 2 سبتمبر. تم سجن الجنرال نيكولاس تريكوبيس الذي تم تعيينه قائداً أعلى للجيش اليوناني في آسيا الصغرى دون قصد، على يد أحمد الرقيب من أفيون في معركة دوملوبونار الضارية.
تقدمت القوات التركية بسرعة نحو إزمير. فانسحبت القوات اليونانية والمدنيون اليونانيون من الأناضول. وفي صباح يوم 9 سبتمبر 1922 دخلت فرقة الفرسان الثانية بقيادة أحمد زكي بك ثم فرقة الفرسان الأولى بقيادة مورسل باشا إلى مدينة إزمير. بعد ذلك، دخل الأمير لواء فخر الدين باشا قائد سلاح الفرسان الخامس إزمير الساعة 10:00 مع القوات تحت إمرته. الشخص الذي دخل إزمير وأنزل العلم اليوناني ورفع العلم التركي هو الرقيب الفرسان رشاد نازلي من ديار بكر الملقب بـ «كردي رشو».
تمكن الرائد شرف الدين بك الذي أصيب برصاصة في صدره من الوصول إلى مبنى الحكومة في ساحة كوناك، وتمكن من دخول القصر ورفع العلم التركي على الشرفة. [8] مباشرة بعد وضع العلم في القصر الحكومي تم إرسال وحدة الفرسان بقيادة النقيب زكي إلى سراي كشلة، التي كانت تقع على يمين القصر الحكومي فاحتلوا المكان وأعلن منها التحرير.
أبلغ قائد فرقة الفرسان الأولى مورسيل باشا أنقرة عبر راديو من سفينة حربية فرنسية بأنه دخل إزمير. ودخل القائد العام مصطفى كمال باشا برفقته فوزي جاكماق وعصمت باشا إزمير صباح يوم 10 سبتمبر، والتقى بفخر الدين باشا وتوجه مباشرة إلى قصر الحكومة. ومن شرفة القصر ألقى كلمة قصيرة نسب النجاح فيها إلى الأمة.
مع «عملية المسار» التي بدأت بالترتيب التاريخي التي أعطاها مصطفى كمال باشا للجيوش في 1 سبتمبر واكتملت في 18 سبتمبر 1922، حيث خرج الجيش اليوناني من غرب الأناضول ومن الحدود التركية. وبفضل اكتمالها الناجح، تمكنت العملية من انقاذ أهدافاً إستراتيجية ذات أهمية حيوية للجيش التركي من براثن احتلال دول الوفاق سلميا وبدون حوادث، من منطقة إزميد إلى مضيق البوسفور، ومن منطقة بالق أسير إلى مضيق الدردنيل. هذا الانتصار للجيش التركي ساهم بالتوجه نحو اتفاق هدنة مودانيا. وبعدها نالت تركيا استقلالها من خلال التوقيع على معاهدة لوزان للسلام في 24 يوليو 1923.

## ردود فعل الصحافة
نُشر نبأ تحرير إزمير في صحافة الأناضول يومي 10 و 11 سبتمبر. ورد في نبأ تحرير إزمير في الصفحة الأولى من صحيفة «حاكميت مليه»: دخل سلاح فرسان جيشنا إزمير في الساعة 10:30 من صباح يوم السبت. وبذا تخلص أهل إزمير من الكابوس اليوناني. وإلى يوم 13 سبتمبر استمرت الصحف بسرد معلومات عن دخول الجيش التركي إلى إزمير؛ في الأيام التالية تم وصف الأحداث التي وقعت أثناء دخول الجيش إلى إزمير. بدأت الأخبار حول وصول مصطفى كمال إلى إزمير في الفترة من 13 إلى 14 سبتمبر بشكل عام. ظهرت معلومات عن حريق إزمير في الصحف في 14 سبتمبر.
في النبأ الذي نُشر في صحيفة نيويورك تايمز في 10 سبتمبر 1922، وفقًا للأنباء التي تلقتها وزارة القوات البحرية الفرنسية ورد أن القوات التركية التي دخلت إزمير أظهرت سلوكًا لائقًا.
بعد تحرير إزمير استقبل مصطفى كمال باشا الصحافة الأجنبية وشرح أفكاره. بعد ذلك نُشر أكبر تعليق إخباري عنه حتى ذلك الوقت في صحيفة نيويورك تايمز في 1 أكتوبر 1922. في هذا التقرير الإخباري الذي يقع في صفحة كاملة، توجد صورة لمصطفى كمال باشا البالغ من العمر 41 عامًا وكاريكاتور نع «قيام تركيا من الرماد».